# Tse Ten Tashi
Tse Ten Tashi (tibétain : ཚེ་བརྟན་བཀྲ་ཤིས, Wylie : tshe brtan bkra shis), aussi appelé Rhenock Kazi Tse Ten Tashi, né en 1912 et mort le 27 septembre 1972 à Gangtok,, est un botaniste et photographe Indien .

## Biographie
Tse Ten Tashi fut le secrétaire du Chogyal (roi du Sikkim)  Tashi Namgyal, le prince héritier Paljor Namgyal et le roi Palden Thondup Namgyal en 1963. Il a aussi reçu un des plus hauts honneurs, le Pema Dorji, en reconnaissance des services rendus au Sikkim Darbar. 
En 1951, il est au Tibet et photographie le 14e dalaï-lama donnant un enseignement à Gyantsé, sur le chemin entre Yatung qu'il quitte le 20 juillet pour rentrer à Lhassa. 
Il est reçu à la Mission de l'Inde à Lhassa en août-septembre à l'époque où les Chinois sont arrivés à Lhassa, précédés du général Zhang Jingwu, le représentant du Comité central du Parti communiste chinois.
En 1955, le docteur Victor Clough Rambo (en) publia des photos prises par Tse Ten Tashi d'opération d'abaissement du cristallin au Tibet réalisée par une femme, Chamy-sangyou (Yangchen Lhamo (1907-1973)), épouse de Chamay Rinpoché.